# Cañaveral de León
Cañaveral de León es un municipio español de la provincia de Huelva, Andalucía. El municipio cuenta con una población de 381 habitantes (INE 2024). Su extensión superficial es de 35 km² y tiene una densidad de 11,77 hab/km². Sus coordenadas geográficas son 38° 01′ N, 6° 31′ O. Se encuentra situada a una altitud de 533 metros y a 134 kilómetros de la capital de provincia, Huelva.
Cañaveral se encuentra situada en pleno corazón del parque natural de la Sierra de Aracena y los Picos de Aroche.  La localidad más importante de la zona es Aracena, con 7,812 habitantes, siendo la localidad más próxima a Cañaveral de Léon la localidad de Fuentes de León, a poco más de 5 kilómetros de distancia, pero en la provincia de Badajoz.

## Toponimia
Con mucha probabilidad, la villa debe su nombre a los numerosos Cañaverales que crecían en sus múltiples huertos, regados por las aguas de su Manantial natural ubicado en las mismas calles de la localidad, combinado con su pertenencia a la Encomienda de León.[cita requerida]

## Historia
Aunque su nacimiento es anterior, los orígenes de la villa se remontan al 30 de diciembre de 1588, cuando el rey Felipe II le otorga el título de villa, a cambio del pago de una cuantiosa cantidad de dinero por cada habitante, 16.000 maravedies por habitante y año, durante 4 años fue el precio. De este modo la villa se excinde de Fuentes de León, a la que pertenecía originalmente su demarcación jurídica y municipal, aunque sigue perteneciendo al partido de Llerena. Así, en 1594 el Cañaveral formaba parte de la  provincia León de la Orden de Santiago figurando como aldea de Fuentes, ambos lugares contaban con 543 vecinos pecheros.
Aunque ya independiente y con privilegios de Jurisdiscción propia, la villa siguió perteneciendo a Badajoz hasta la actual división provincial de España en 1833, que la enmarcó en la provincia de Huelva.
En años posteriores sufrió en cambio la pérdida de gran parte de su término municipal a manos de su vecina Hinojales, que tras numerosos pleitos consiguió adjudicarse para sí la zona conocida como "Umbría de Hinojales". Parece ser que cierto vecino de esa villa y con cargo de secretario municipal en Cañaveral fue bastante determinante en los acontecimientos. Finalmente el término de Cañaveral quedó reducido a poco más de 45 km².

## Demografía
Cañaveral de León cuenta con una población de 381 habitantes (INE 2024).
| Gráfica de evolución demográfica de Cañaveral de León entre 1842 y 2021                                             |
| |
| Población de derecho según los censos de población del INE Población de hecho según los censos de población del INE |

| 539                       | 514 | 515 | 501 | 489 | 474 | 464 | 434 | 419 | 412 | 393 |
| (Fuente: INE [Consultar]) |     |     |     |     |     |     |     |     |     |     |

## Economía

### Evolución de la deuda viva municipal
| Gráfica de evolución de Deuda viva del Ayuntamiento de Cañaveral de León entre 2008 y 2019                                |
| |
| Deuda viva del Ayuntamiento de Cañaveral de León en miles de Euros según datos del Ministerio de Hacienda y Ad. Públicas. |